# دهستان کوسه
دهستان کوسه (به لاتین: Kose Parish) یک دهستان در استونی است که در شهرستان هاریو واقع شده‌است. دهستان کوسه ۵۳۲٫۸۱ کیلومتر مربع مساحت و ۷٬۱۸۳ نفر جمعیت دارد.